# YOSU-KO
YOSU-KO（ヨースコー、1965年6月15日 - ）は兵庫県尼崎市出身のシンガーソングライター。

## 来歴
- 1982年 - 宮本直樹らとCOBRAを結成。
- 1987年 - COBRAとしてメジャーデビューするも同年活動を休止。
- 1990年 - COBRAを再結成し、再メジャーデビューを果たす。
- 1991年 - COBRAを解散。
- 1992年 - 元COBRAのPONとハウスユニットCOW COWを結成。
- 1994年 - COW COWを解散。
- 1996年 - ソロ活動を開始。
- 1997年 - 宮本直樹、元SOY SAUCE SONIXの久嶋善朗とCOBRAを再結成。2001年に宮本、久嶋が離脱。
- 2005年 - COBRAを活動休止。
- 2007年 - COBRAを活動再開。
- 2012年7月 - COBRAとしてFUJI ROCK FESTIVAL'12に出演[1]。
- 2012年12月31日 - 自身の体調不良を理由にCOBRAを再び活動休止[2]。
- 2015年-COBRAを活動再開。
- 2016年-COBRAを再び活動休止。

## 名前の由来
アルバイトをしていたラーメン屋の屋号『揚子江』から。

## ディスコグラフィー

### シングル
1. BACK TO THE ララ（1996年3月23日）
2. ハッピー（1996年9月5日）
3. 僕とHAPPY（1997年6月21日）

### アルバム
1. YOSU-KO（1996年4月24日）
2. PEN&WATER（1997年7月24日）